# Primarias del Partido Republicano de 2012 en Misuri
Las Primarias del Partido Republicano de 2012 en Misuri se hicieron el 7 de febrero de 2012. Las Primarias del Partido Republicano fueron unas Primarias de prueba,  para elegir al candidato del partido Republicano para las elecciones presidenciales de Estados Unidos de 2012, sin embargo, en estas primarias no se determinaron que delegados asistirían en la Convención Nacional Republicana de 2012, ya que se determinaran durante las Asambleas del 17 de marzo con 36 delegados en disputa. El candidato Newt Gingrich no apareció en las boletas electorales debido a que se venció el plazo para apuntarse a las boletas.

## Elecciones

### Resultados
Actualizado al 100% (3134 de 3134 circunscripciones).
| Primarias del Partido Republicano de Misuri de 2012 | Primarias del Partido Republicano de Misuri de 2012 | Primarias del Partido Republicano de Misuri de 2012 | Primarias del Partido Republicano de Misuri de 2012 |
| Candidato                                           | Votos                                               | Porcentaje                                          | Delegados                                           |
| --------------------------------------------------- | --------------------------------------------------- | --------------------------------------------------- | --------------------------------------------------- |
| Rick Santorum                                       | 138,957                                             | 55.2%                                               | 0                                                   |
| Mitt Romney                                         | 63,826                                              | 25.3%                                               | 0                                                   |
| Ron Paul                                            | 30,641                                              | 12.2%                                               | 0                                                   |
| Indecisos                                           | 9,859                                               | 3.9%                                                | 0                                                   |
| Rick Perry                                          | 2,463                                               | 1.0%                                                | 0                                                   |
| Herman Cain                                         | 2,314                                               | 0.9%                                                | 0                                                   |
| Michele Bachmann                                    | 1,690                                               | 0.7%                                                | 0                                                   |
| Jon Huntsman                                        | 1,045                                               | 0.4%                                                | 0                                                   |
| Michael J. Meehan                                   | 364                                                 | 0.1%                                                | 0                                                   |
| Keith Drummond                                      | 162                                                 | 0.1%                                                | 0                                                   |
| Gary Johnson                                        | 547                                                 | 0.2%                                                | 0                                                   |
| Totals                                              | 251,868                                             | 100.0%                                              | 0                                                   |

| Clave: | Retirado antes de la contienda |